# Юдин, Анатолий Егорович
Анатолий Егорович Юдин (13 мая 1940, Москва — 18 июля 2019) — советский самбист и дзюдоист, чемпион Европы по дзюдо, четырёхкратный чемпион СССР по самбо, Заслуженный мастер спорта.

## Биография
Начал заниматься самбо в 14 лет. В 1956 году стал чемпионом Москвы среди старших юношей. В 1963 году был призван на военную службу, которую проходил в ЦСКА. Уволен в запас в 1969 году.
C 1963 года до выхода на пенсию работал тренером по самбо в ЦСКА.

## Спортивные достижения
- Чемпионат СССР по самбо 1963 года — 1 место;
- Чемпионат СССР по самбо 1964 года — 1 место;
- Чемпионат СССР по самбо 1965 года — 2 место;
- Чемпионат СССР по самбо 1966 года — 2 место;
- Чемпионат СССР по самбо 1967 года — 1 место;
- Чемпионат СССР по самбо 1968 года — 1 место;